# Copaxa chorias
Copaxa chorias är en fjärilsart som beskrevs av Druce 1871. Copaxa chorias ingår i släktet Copaxa och familjen påfågelsspinnare. Inga underarter finns listade i Catalogue of Life.